# Élections constituantes de 1946 dans la Manche
Les élections constituantes françaises de 1946 se tiennent le 2 juin. Ce sont les deuxièmes élections constituantes, après le rejet du projet de Constitution française du 19 avril 1946 lors du référendum du 5 mai.

## Mode de scrutin
L'assemblée constituante est composée de 586 sièges pourvus au scrutin proportionnel plurinominal suivant la règle de la plus forte moyenne dans chaque département, sans panachage ni vote préférentiel.
Dans le département de la Manche, six députés sont à élire.

## Élus
| Député sortant       | Parti | Parti | Député élu ou réélu              | Parti | Parti |
| -------------------- | ----- | ----- | -------------------------------- | ----- | ----- |
| René Schmitt         |       | SFIO  | René Schmitt                     |       | SFIO  |
| Jean Raymond-Laurent |       | MRP   | Jean Raymond-Laurent             |       | MRP   |
| Maurice Lucas        |       | MRP   | Maurice Lucas                    |       | MRP   |
| Étienne Fauvel       |       | MRP   | Étienne Fauvel                   |       | MRP   |
| Paul Guilbert        |       | MRP   | Paul Guilbert                    |       | MRP   |
| Joseph Lecacheux     |       | PRL   | Bernard Quénault de La Groudière |       | PRL   |

## Résultats

### Résultats à l'échelle du département
| Parti    | Parti    | Tête de liste                    | Résultats | Résultats | Sièges |  |
| Parti    | Parti    | Tête de liste                    | Voix      | %         |        |  |
| -------- | -------- | -------------------------------- | --------- | --------- | ------ |  |
|          | MRP      | Jean Raymond-Laurent             | 105 320   | 51,72     | 4      |  |
|          | SFIO     | René Schmitt                     | 39 786    | 19,54     | 1      |  |
|          | PRL      | Bernard Quénault de La Groudière | 28 235    | 13,86     | 1      |  |
|          | RGR      | Pierre Appell                    | 15 812    | 7,76      | -      |  |
|          | PCF      | André Defrance                   | 14 499    | 7,12      | -      |  |
|          |          |                                  |           |           |        |  |
| Inscrits | Inscrits | Inscrits                         | 258 137   | 100,00    | 6      |  |
| Votants  | Votants  | Votants                          | 206 544   | 80,01     |        |  |
| Exprimés | Exprimés | Exprimés                         | 203 652   | 98,60     |        |  |